# 모나코의 유로 주화
모나코의 유로 주화는 두 가지 시리즈로 발행되었으며 첫 번째 시리즈에서 발행된 1, 2 유로 주화는 서로 다른 디자인이었다. 모나코의 모든 유로 주화에는 "모나코"("Monaco")와 유럽 연합을 상징하는 12개의 별이 그려져 있다.

## 모나코의 유로 주화 디자인

### 1번째 시리즈 (2002년 ~ 2005년)
모나코는 2002년에 유로를 도입했지만 모나코의 첫 번째 유로 주화 시리즈는 2001년에 발행되었다. 이 때문에 2001년에 발행된 주화는 2002년에 발행된 주화로 간주한다.
| € 0.01                                     | € 0.02                   | € 0.05          |
| ------------------------------------------ | ------------------------ | --------------- |
|                                            |                          |                 |
| 모나코의 국장                              |                          |                 |
| € 0.10                                     | € 0.20                   | € 0.50          |
|                                            |                          |                 |
| 모나코 공작의 문장                         |                          |                 |
| € 1.00                                     | € 2.00                   | € 2 주화 모서리 |
|                                            |                          | 2와 별 2개      |
| 레니에 3세 공작과 알베르 2세 공자의 초상화 | 레니에 3세 공작의 초상화 |                 |

### 2번째 시리즈 (2006년 ~ 현재)
알베르 2세가 공작에 즉위한 이후에 모나코는 2006년 12월에 새 유로 주화를 발행했다.
| € 0.01                     | € 0.02 | € 0.05          |
| -------------------------- | ------ | --------------- |
|                            |        |                 |
| 모나코의 국장              |        |                 |
| € 0.10                     | € 0.20 | € 0.50          |
|                            |        |                 |
| 알베르 2세 공작의 모노그램 |        |                 |
| € 1.00                     | € 2.00 | € 2 주화 모서리 |
|                            |        | 2와 별 2개      |
| 알베르 2세 공작의 초상화   |        |                 |

## 같이 보기
- 모나코 프랑